# راقود
راقود (الاسم العلمي Platycephalus)، جنس أسماك بحرية من شائكات الزعانف وفصيلة الطريفليات أنواعه المعروفة 30 اعطانها بحار البلاد الحارة. جميعها مغزلية الشكل، مفلطحة الرأس، مستطيلة الزعانفة الظهرية والبطنية، صغيرة الفلوس الخشنة. منمشة الأثواب. تسرح في العمق، تألف المناطق الرملية حيث يطيب لها الاستقرار والأختباء بانتظار الأقتناص.